# منتخب أوزبكستان لكرة القاعدة
منتخب أوزبكستان لكرة القاعدة هو ممثل أوزبكستان الرسمي في المنافسات الدولية في كرة القاعدة .